# Sztuka kontekstualna
Sztuka kontekstualna – kierunek w sztuce współczesnej, którego pojęcie sformułował w 1975 Jan Świdziński, polski artysta współczesny, artysta intermedialny, performer, krytyk sztuki i filozof.
Konteksty stanowią pewien zbiór, na który składają się normy, wartości, znaczenia i różne typy dyskursów pozwalające zdefiniować sztukę i poddać ją weryfikacji. Sztuka jest procesem, a kontekst nigdy nie jest ostateczny, podlega nieustannym zmianom.
Świdziński stworzył doktrynę diagnozującą sztukę współczesną, którą sformułował w 12 tezach sztuki kontekstualnej.
Artyści kontekstualni przeciwstawiają się całej tradycji sztuki konceptualnej, która jest niezdolna dać odpowiedź na problemy współczesnej cywilizacji. Przeciwstawiają się również modyfikacjom współczesnego modernizmu jako stylistycznym wersjom sztuki przeszłości. Przedstawiają sztukę kontekstualną jako model sztuki współczesnej cywilizacji szybkich zmian, którą nie były w stanie opisać modele sztuki i nauki pierwszej połowy XX wieku. Egzemplifikacją sztuki kontekstualnej jest dla artysty performance, czyli sytuacja odbywająca się w określonym kontekście, który jest zmienny i zyskuje nowe znaczenia.

## Historia
Zebrane refleksje i przemyślenia Jan Świdziński przedstawił w 1975 roku na festiwalu kontrkultury F-Art. w Gdańsku, a następnie na sympozjum Sytuacja w sztuce współczesnej zorganizowanym przez Galerię Remont w Warszawie. Założenia sztuki kontekstualnej opublikował w wersji angielskiej jako Art as Contextual Art w lutym 1976 roku z okazji wystawy artystów polskich w Galerii St. Petri, prowadzonej przez Jeana Sellema w Lund w Szwecji. W prezentacji tej wzięli udział także artyści, z którymi Świdziński współpracował na polu sztuki: członkowie Galerii Sztuki Najnowszej z Wrocławia – Anna Kutera, Romuald Kutera i Lech Mrożek, Seminarium Warszawskie ze Zbigniewem Dłubakiem, Warsztat Formy Filmowej z Łodzi (Józef Robakowski, Wojciech Bruszewski i Ryszard Waśko) oraz Henryk Gajewski i Andrzej Jórczak z Galerii Remont w Warszawie.
Wystąpienie Świdzińskiego spotkało się z dużym zainteresowaniem. Sztuce kontekstualnej poświęcono konferencję w Toronto w 1976 roku zorganizowaną przez Center for Experimental Art And Communication CEAC (lista uczestników obejmowała m.in. grupy: Art Sociologique, Art and Language, Artist Meeting for Social Change i The Fox), a w roku 1977 konferencję w Paryżu zorganizowaną przez Collectif Art Sociologique.